# Bodaskogsjö
Bodaskogsjö är en sjö i Emmaboda kommun och Lessebo kommun i Småland och ingår i Lyckebyåns huvudavrinningsområde. Sjön har en area på 0,231 kvadratkilometer och ligger 182,9 meter över havet. Sjön avvattnas av vattendraget Lyckebyån. Vid provfiske har bland annat abborre, braxen, gädda och mört fångats i sjön.

## Delavrinningsområde
Bodaskogsjö ingår i det delavrinningsområde (629402-147700) som SMHI kallar för Inloppet i Yggerydssjön. Medelhöjden är 188 meter över havet och ytan är 12,75 kvadratkilometer. Räknas de 7 avrinningsområdena uppströms in blir den ackumulerade arean 75,75 kvadratkilometer. Avrinningsområdets utflöde Lyckebyån mynnar i havet. Avrinningsområdet består mestadels av skog (79 procent). Avrinningsområdet har 0,91 kvadratkilometer vattenytor vilket ger det en sjöprocent på 7,1 procent.

## Fisk
Vid provfiske har följande fisk fångats i sjön:
- Abborre
- Braxen
- Gädda
- Mört
- Sarv